# Shelley Kerr
Michelle Kerr MBE (født 15. oktober 1969 i Broxburn, Skotland) er en tidligere kvindelig skotsk fodboldspiller, der nu er træner for Skotlands kvindefodboldlandshold
Hun har tidligere en karriere som professionel fodboldspiller, hvor hun også repræsenterede Skotland hele 59 gange. Hun nåede at score 3 mål på landsholdet, fra 1989 til 2008. Hun stoppede hendes karriere i 2010.
Hun har tidligere været landstræner for Skotland U/19 og den engelske topklub Arsenal W.F.C.. Hun blev i 2017 landstræner for Skotland.